# Фомичев, Дмитрий Николаевич
Дмитрий Николаевич Фомичев (1912, Ярославль — 1964, Оренбург) — советский художник. Заслуженный деятель искусств РСФСР (1956).

## Биография
Дмитрий Николаевич Фомичев родился в 1912 году в Ярославле.
Работал в Ярославском драматическом театре им. Волкова, где начинал учеником художника.
В 1931 оформил спектакль «Враги» по М. Горькому.
В 1936 — художник облдрамтеатра в Оренбурге.

## Спектакли
За свою жизнь оформил около 200 спектаклей, среди них «Дали неоглядные» Н. Вирты, «Лес» А. Островского, «Мария Стюарт» Ф. Шиллера и другие.
Дмитрий Николаевич скончался в 1964 году в Оренбурге.

## Награды
- 1956 — заслуженный деятель искусств РСФСР[3].